# Caapores-urubus
Os caapores-urubus constituem um grupo indígena brasileiro que habita o Nordeste do país. Podem ser encontrados no estado brasileiro do Pará, mais precisamente na Área Indígena Alto Rio Guamá, bem como na região Noroeste do Maranhão, mais precisamente na Área Indígena Alto Turiaçu.